# Vůz Bdtn756, 757 ČD
Přípojné vozy řad Bdtn756, číslované v intervalu 50 54 21-29, do 1. ledna 2009 označené 054.2, a Bdtn757, číslované v intervalu 50 54 20-29, jsou přípojné osobní vozy z vozového parku Českých drah. Jsou primárně určeny do souprav s motorovým vozem 854, a případně i řídicími vozy řad Bfbrdtn794 a ABfbrdtn795. Všechny tyto vozy vznikly modernizací vozů řad Btn750 (3+14 slovenských vozů) a Btn755 (80 vozů) v Krnovských opravnách a strojírnách (KOS) mezi lety 2004 a 2013.

## Vznik řady
V průběhu let 1997 až 2006 bylo zmodernizováno všech zbývajících 50 motorových vozů řad 852 a 853 na řadu 854, ke kterým však České dráhy neměly odpovídající přípojné vozy. Vozy řady Btn755 již nesplňovaly nároky na kulturu cestování a předchozí modernizace těchto vozů na Btn752 a modernizace vozů BRn790 na vozy Bdt754 byly realizovány v nedostatečném počtu několika kusů. Dalším z důvodů modernizace byla rovněž nemožnost přenosu řídicích signálů původních vozů z připravovaného řídicího vozu Bfbrdtn794.
Proto České dráhy nechaly zmodernizovat mezi roky 2004 a 2009 v KOS celkem 31 vozů Btn750 a Btn755 na řadu Bdtn756. Cena modernizace jednoho vozu byla přibližně 8,3 milionu Kč, čili celková cena zakázky byla přibližně 257 milionů Kč. Na konci roku 2009 vypsaly České dráhy další výběrové řízení na modernizaci zbylých 66 vozů Btn755. Celková cena zakázky byla 750 milionů Kč, čili přibližně 11,4 milionů Kč za vůz. Zakázka měla být hotova do 33 měsíců od podpisu smlouvy. I tuto zakázku vyhrála firma KOS.

### Nákup na Slovensku
V dubnu 2007 odkoupily České dráhy od Železničné spoločnosti Slovensko deset zrušených vozů Bnp shodných s českou řadou Btn750. V březnu 2008 odkoupily i zbývající čtyři vozy.

### Bdtn757
V roce 2011 byl upraven plán modernizace vozů Bdtn756. Ve voze byl snížen počet míst k sezení ve prospěch zvětšení prostoru pro přepravu jízdních kol. Tyto vozy jsou označeny Bdtn757.

## Technické informace
Vozy Bdtn757 jsou neklimatizované přípojné vozy vycházející z typu UIC-Y, o délce 24 500 mm. Jejich nejvyšší povolená rychlost je 120 km/h. Vozy jsou vybaveny podvozky VÚKV (Výzkumný ústav kolejových vozidel) se špalíkovými brzdami DAKO (Daněk – Kovolis).
Do vozů byly při modernizaci nainstalovány nové předsuvné nástupní dveře ovládané tlačítky. Mezivozové přechodové dveře jsou nově poloautomatické, ovládané madly. Vozy mají polospouštěcí okna s tónovanými bezpečnostními skly. Okna jsou vybavena stahovacími roletami.
Vozy Bdtn756 mají 11 fiktivních oddílů a celkem 88 míst k sezení. Ve vozech Bdtn757 byl počet fiktivních oddílů snížen na 10 a počet míst k sezení klesl na 80. Do 21. vyrobeného vozu zůstala ve vozech původní sedadla, která byla pouze přečalouněna. V 22.–25. voze byly použity renovované sedačky z vyřazené elektrické jednotky 470. Od 26. vozu byly dosazovány nové sedačky od výrobce MSV Interier a od 32. vozu došlo opět ke změně typu sedadel. Zároveň došlo k výměně podlahových krytin, obložení, stolků pod okny a odpadkových košů. Z další výbavy je cestujícím k dispozici audio-vizuální informační systém a tlačítko „Zastávka na znamení“.
V jednom nástupním prostoru se nachází místo pro přepravu jízdních kol, dětských kočárků a velkých zavazadel. Na druhém jsou umístěny dvě buňky WC s uzavřeným systémem a elektrický rozvaděč.
Vytápění těchto vozů je naftové teplovodní. Pro ohřev vzduchu je použit agregát Eberspächer Hydronic 30/35. Vozy mají nucené větrání s možností filtrace a ohřevu vzduchu. Osvětlení je pomocí zářivek a cestující jej mohou regulovat pomocí vypínačů.
Zároveň při modernizaci došlo ke zvýšení pevnosti rámu a skříně. Od 22. vyrobeného vozu řady Bdtn756 došlo rovněž ke změně materiálu kluznic spojujících rám vozů s podvozky. Díky tomu byla odstraněna nutnost mazání. Na podvozky byly dosazeny protismykové regulátory. Pro komunikaci hnacího a řídicího vozu byl dosazen UIC kabel.
Vozy byly z výroby nalakovány do červeného nátěru s širokým žlutým pruhem pod okny. Některé vozy byly nalakovány i do nového jednotného korporátního designu Českých drah od studia Najbrt.[zdroj?]

## Provoz
Prototypový vůz č. 301 byl po dodání testován s motorovým vozem 843 a řídicím vozem Bftn791. První sériové vozy byly nasazovány na tratích Brno – Jihlava, Praha – Mladá Boleslav – Tanvald a Praha – Kladno – Rakovník.
V roce 2024 jsou provozovány nejčastěji s motorovými vozy 854 a řídicími vozy Bfbrdtn794 nebo ABfbrdtn795 na různých motorových spěšných i osobních vlacích linek S3 (Praha – Mladá Boleslav/Mělník), (R43 Praha – Mladá Boleslav), R45 (Praha – Kladno). V Jihomoravském kraji pak na linkách S4 Brno – Rapotice, S6/R56 Brno – Staré město u Uherského Hradiště nebo S8 Břeclav – Znojmo. Dále lze tyto vozy nalézt na trati Ostrava – Valašské Meziříčí v osobních vlacích tažených vozem 842.

## Fotogalerie

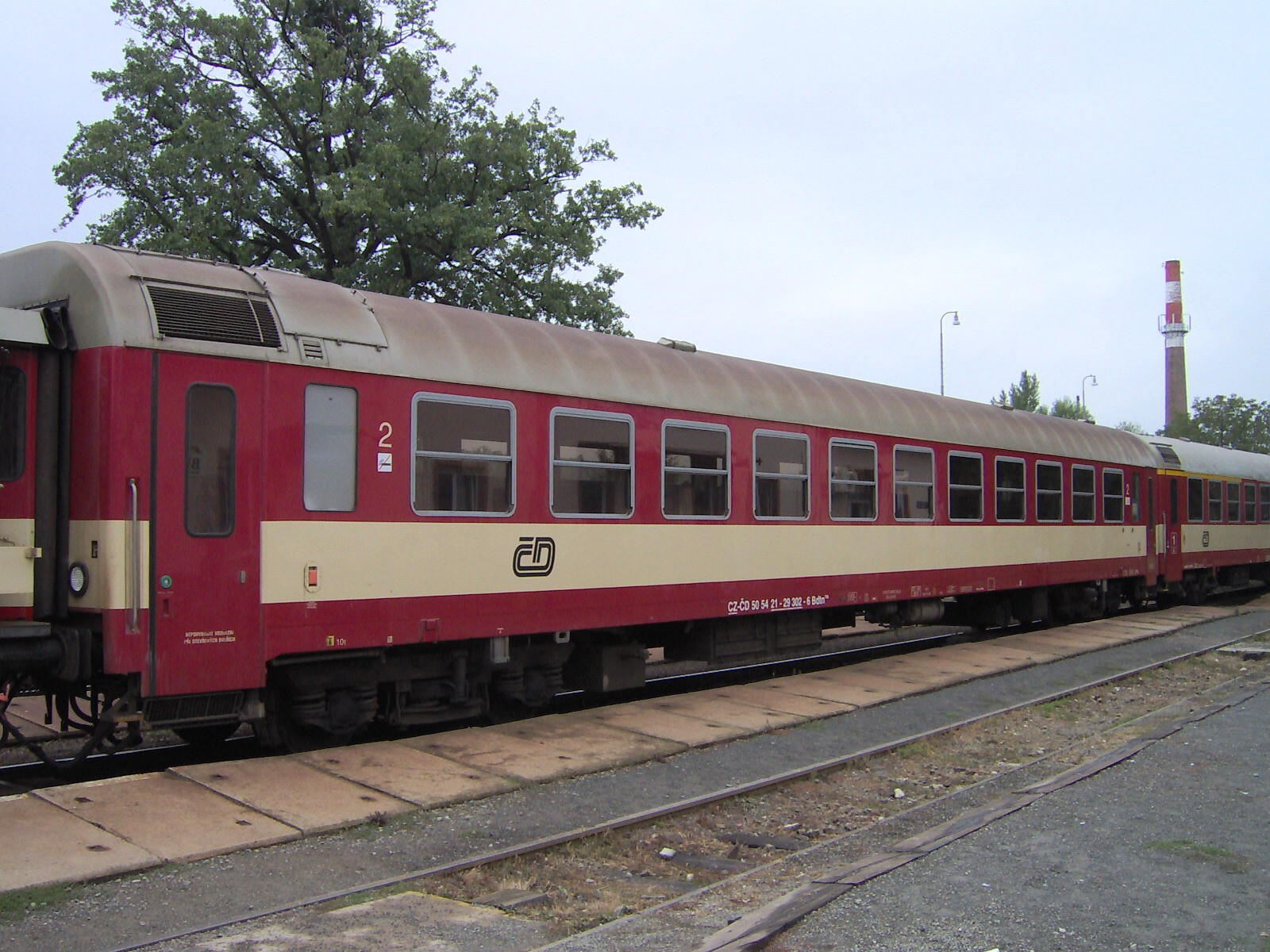
Vůz Bdtn756 ve Slavkově
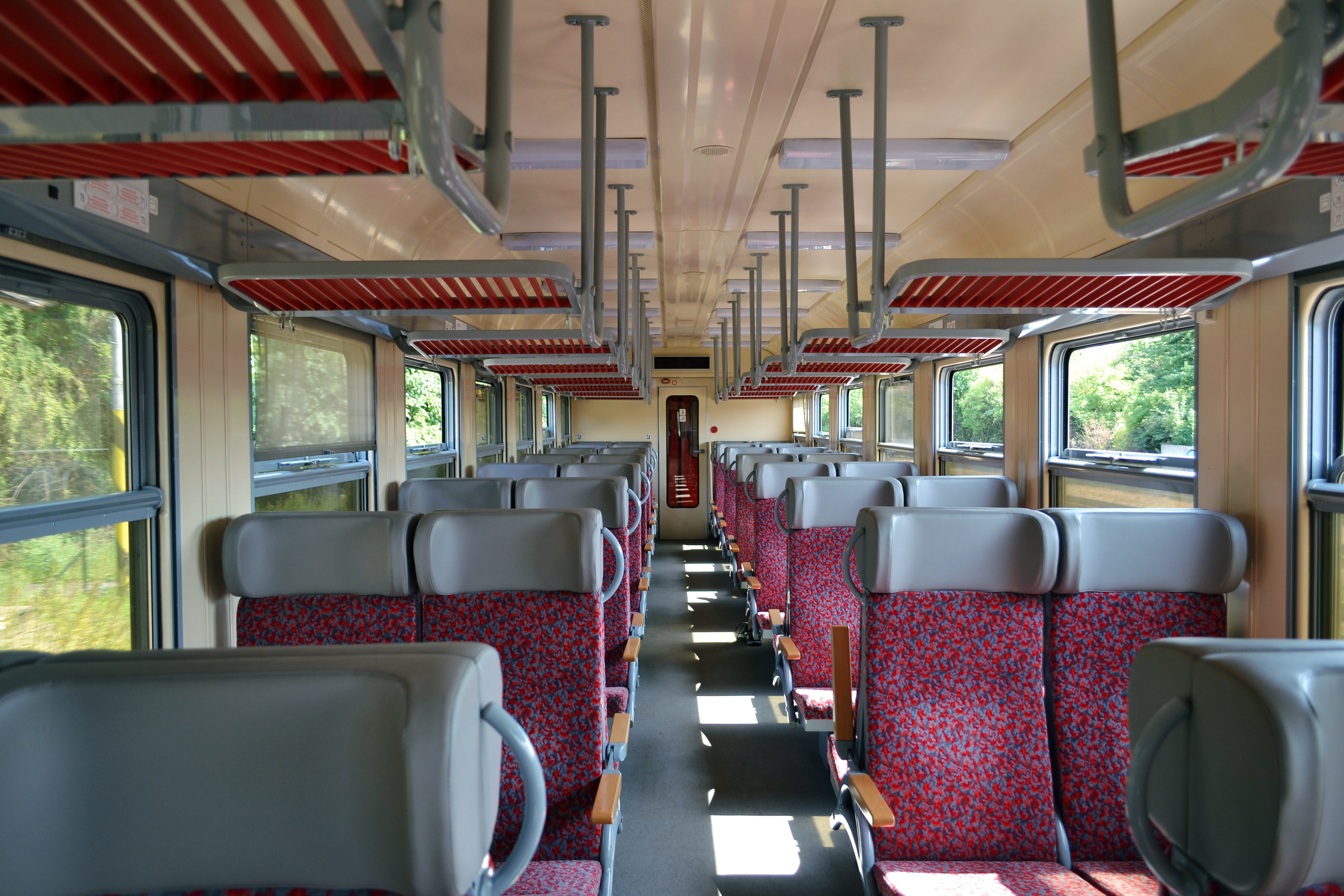
Interiér vozu Bdtn757
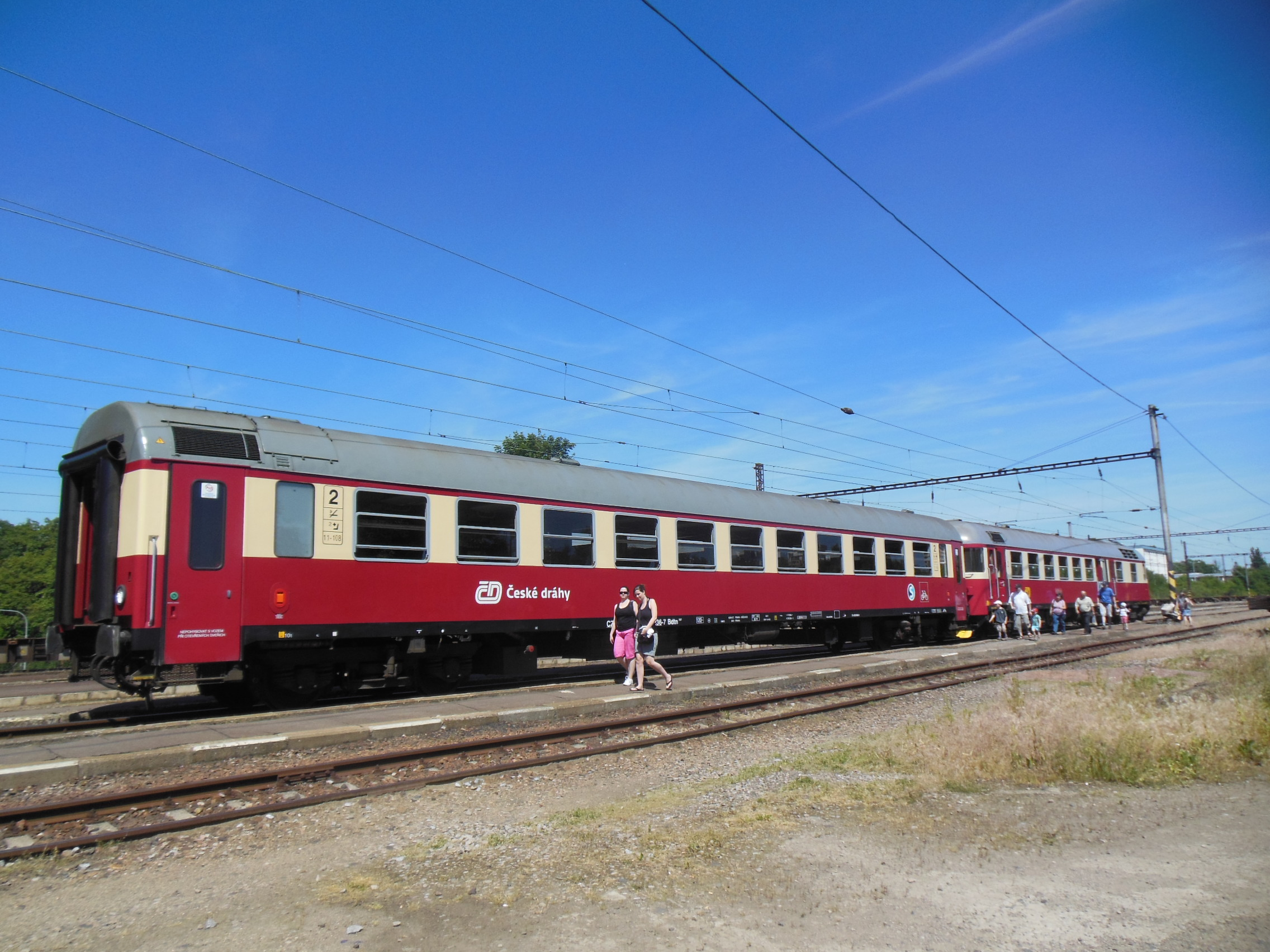
Vůz Bdtn757 ve stanici Praha-Hostivař
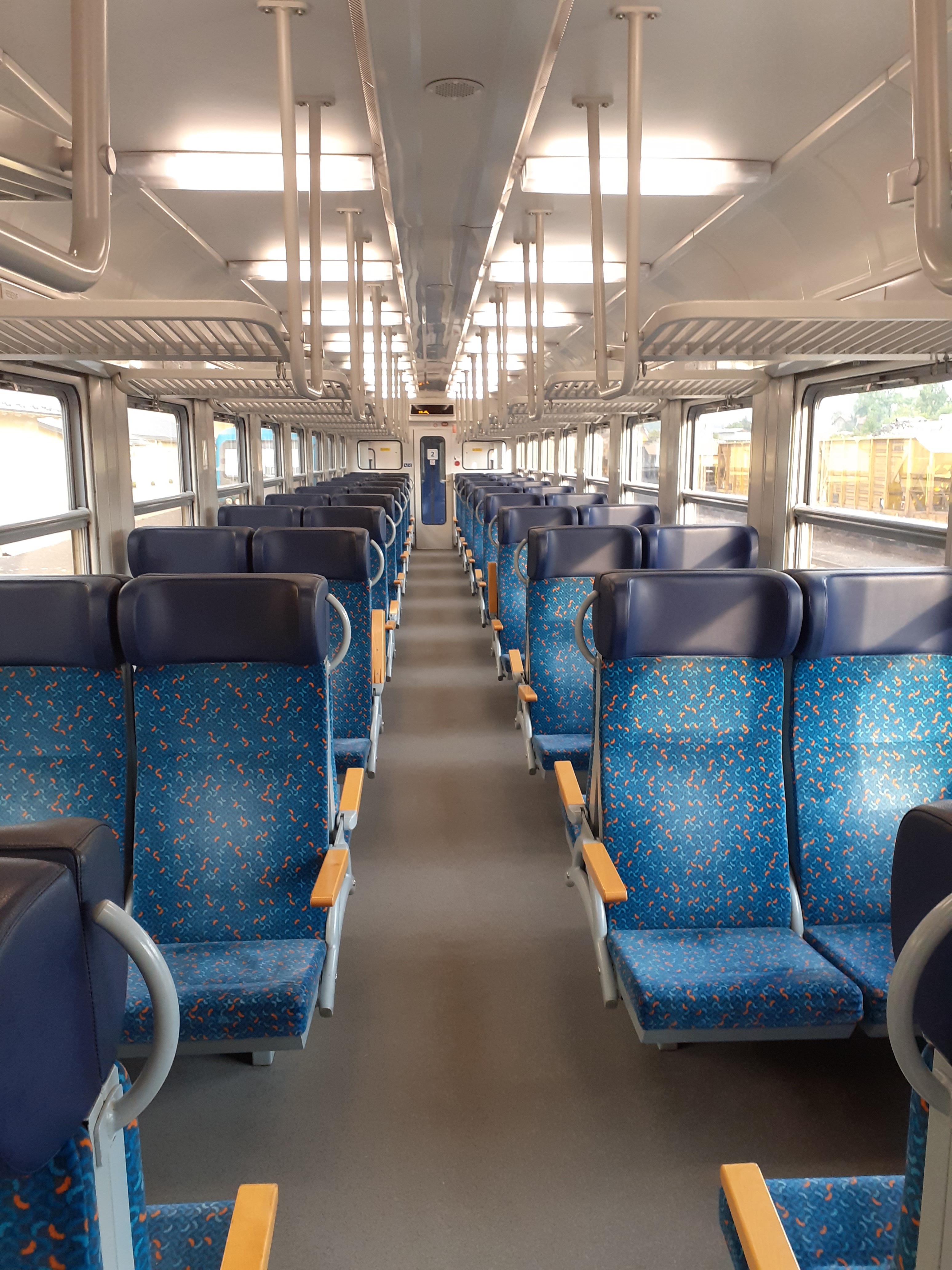
modernizovaný interiér vozu 50 54 20-29 236-7
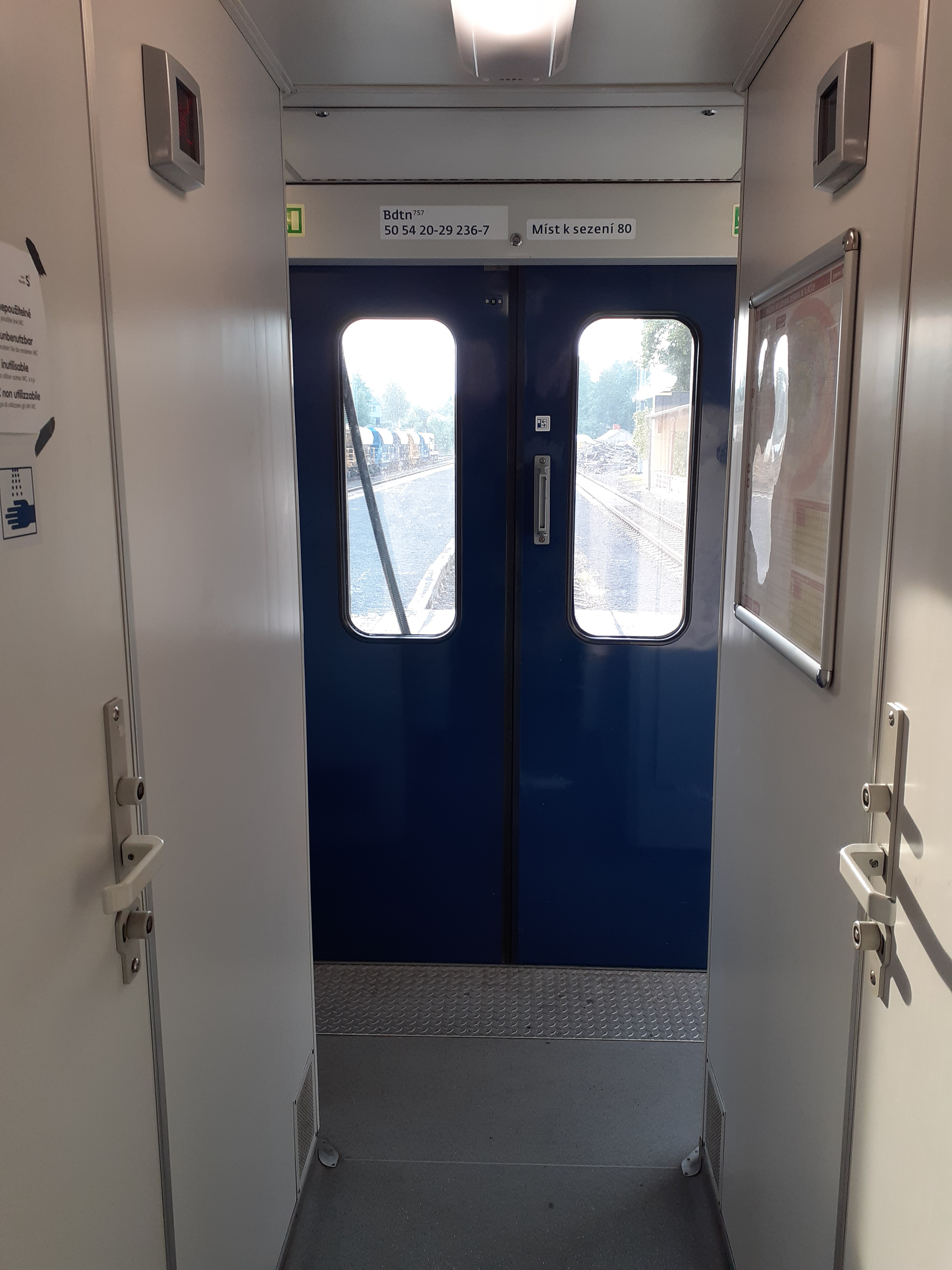
Nástupní prostor se záchody
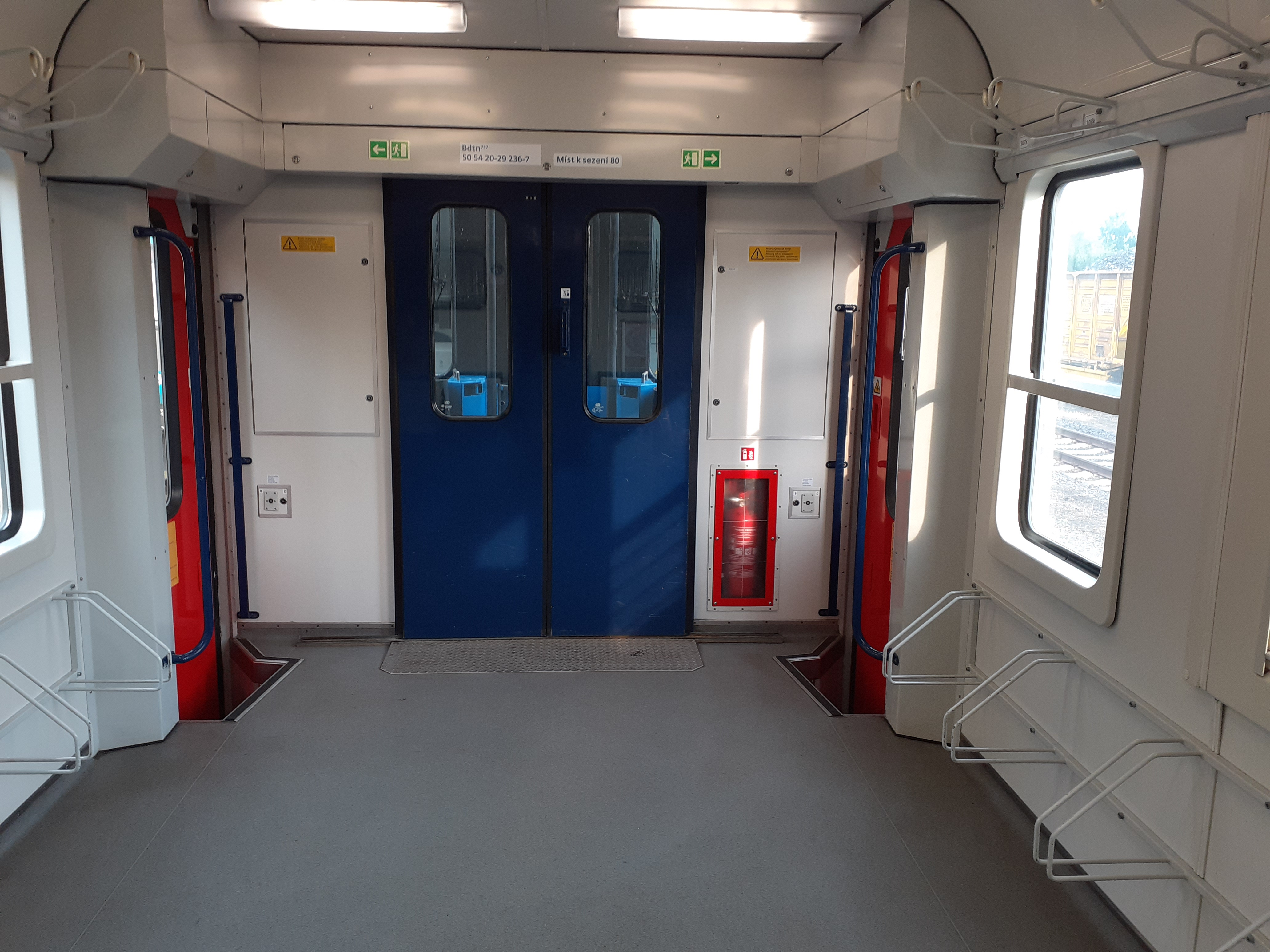
nástupní prostor s háky na kola
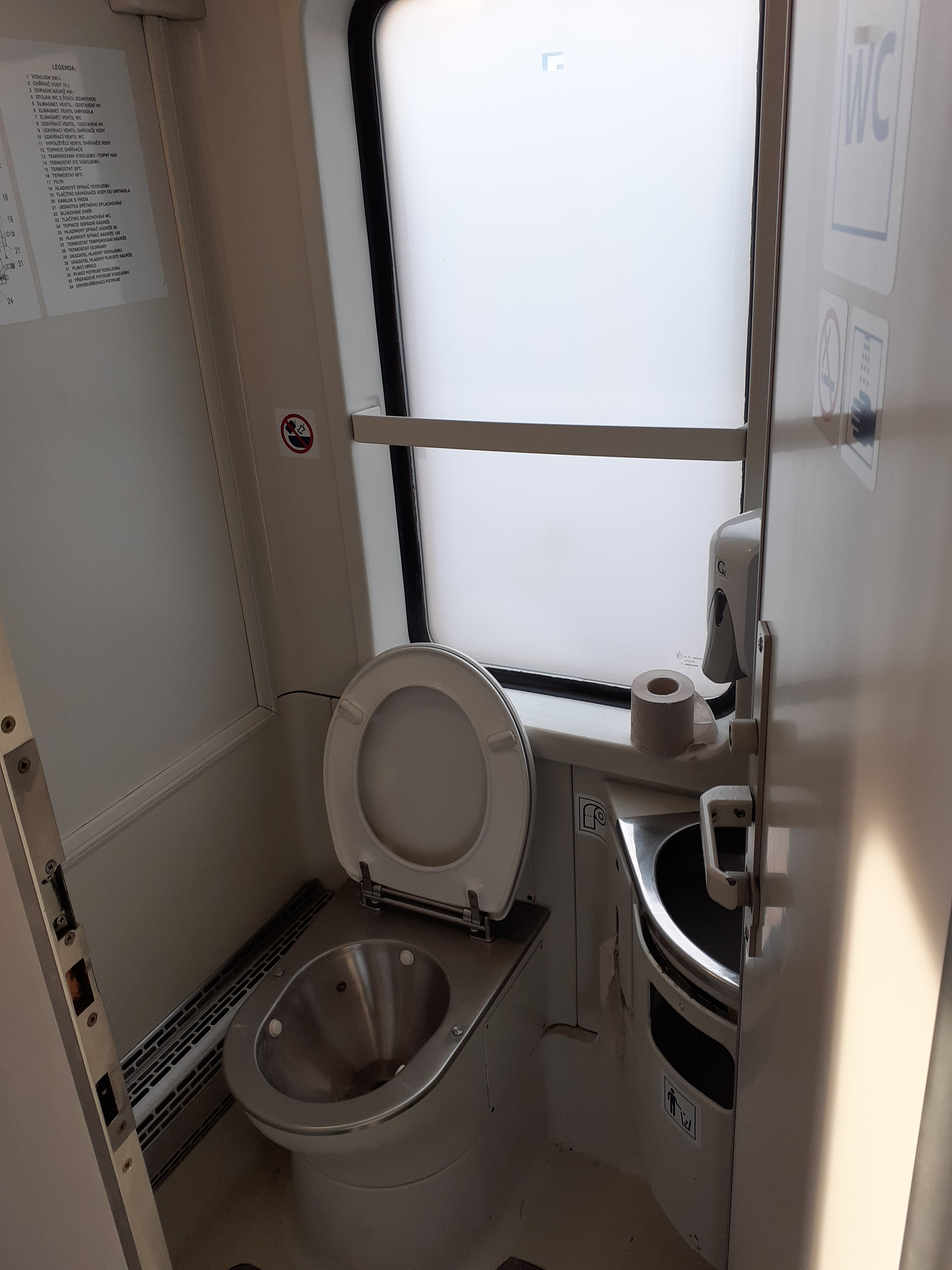
záchod